# Murjek
Murjek (lulesamisk: Muorjek) er en landsby i Jokkmokks kommune i det nordligste Sverige. Landsbyen ligger centralt i Norrbottens län og er Jokkmokks kommunes eneste stationsby ved Malmbanan. Fra Murjek findes busforbindelse til både Jokkmokk og Kvikkjokk.
I landsbyens tidligere lærerseminarium driver Murjeks hembygdsforening en såkaldt hembygdsgård med servering og vandrerhjem, hvor der også findes campingplads samt hytter til leje. Hembygdsgården har et mindre bibliotek samt et skolemuseum.
Landsbyen består også af Murjeks kirke samt Murjek station.
Murjek havde 460 indbyggere i 1960, et tal der siden er faldet til 51 i 2010.